# 秦の百越征服
秦の百越侵攻では、中国を統一して戦国時代を終結させた後の秦朝が、現在の華南および北ベトナムにあたる地域に勢力を張っていた百越に侵攻し、征服した遠征について述べる。秦の始皇帝は、長江以南の百越が沿岸貿易で築いた富に目を付け、数度にわたる遠征を行った。この地域は気候が温暖で、土地も肥え、西方や北西からの外敵の侵入の危険も中原と比べて低く、さらに東南アジアとの交易で豪華な南方の物産が手に入るとあって、始皇帝は百越諸国の征服に強い意欲を持った。始皇帝は221年から214年にかけて南方に遠征軍を派遣し、5度の遠征の末に214年に百越を打ち破った。

## 秦の遠征

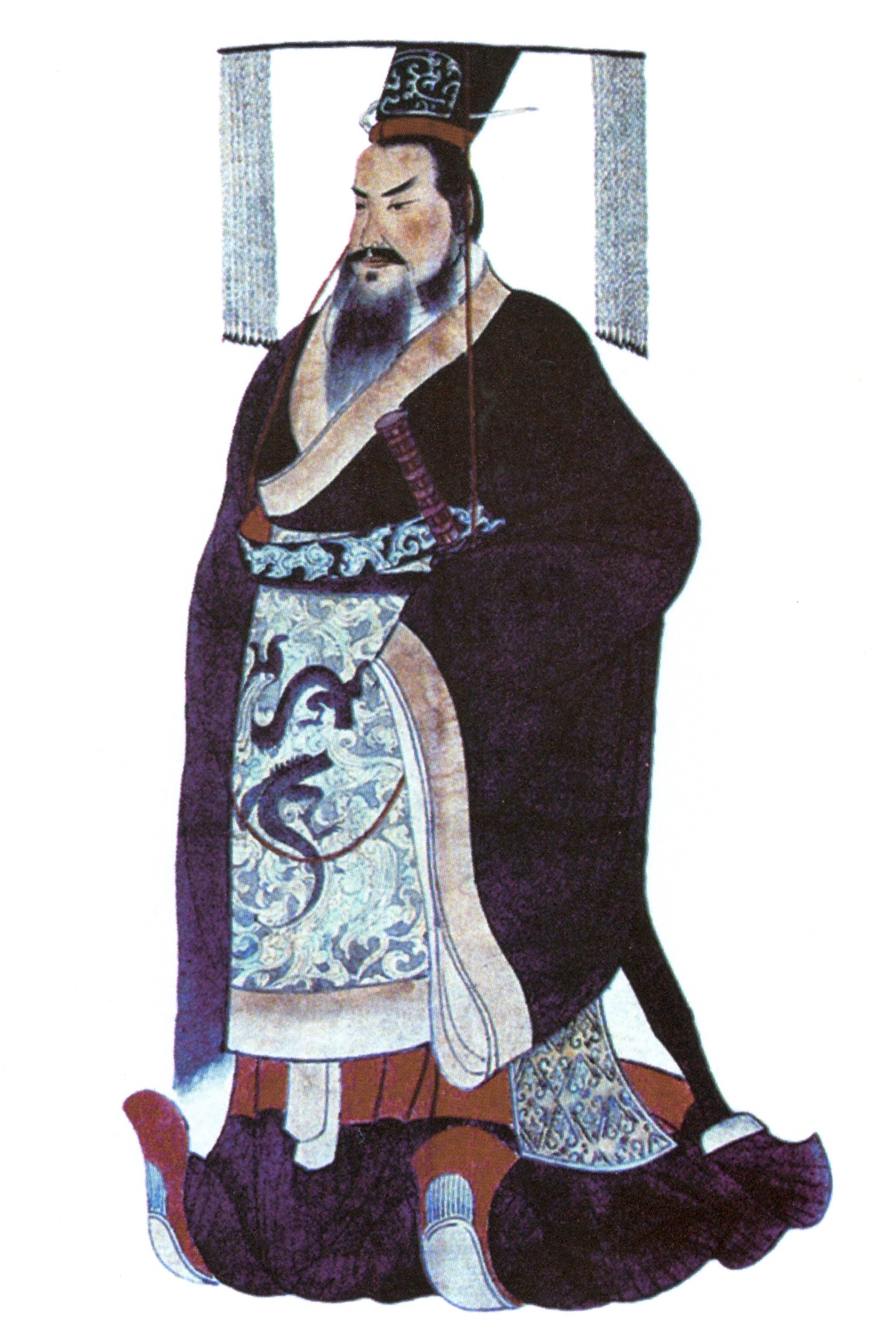
始皇帝

223年に楚を滅ぼした秦の始皇帝は、221年に嶺南の百越、すなわち現在の華南や北ベトナムにあたる地域の征服に取り掛かった。 始皇帝は50万人の大軍を5隊に分けて南下させ、越を秦の領域に併合しようとした。また別の記録によれば、10万人の後方支援部隊が物資補給や道路の整備を担った。当時の嶺南はまだ青銅器時代に入ったばかりで、人口も希薄だったとされる。秦の侵攻時、嶺南の人口は多くても10万人ほどだった。
南方の莫大で豪華な物産に惹かれていた始皇帝は、北方の匈奴に対する戦線よりも、むしろ百越を征服するための南方戦線に多数の兵力を割いた。浙江南部の甌越や福建の閩越は、まもなく秦の属国となった。しかし広東・広西では、秦軍は激しいゲリラ抵抗にあった。このころ、華南は広大で肥沃な地で、米の栽培に適し、東南アジアから象牙や犀角、カワセミ羽、真珠、翡翠製品、その他多くの豪華な貿易品がもたらされる地として知られていた。秦の「中国統一」以前は、百越は四川の大部分を中心に南西地域を支配していた。ここにやってきた秦軍は、慣れないジャングルに苦しめられた末に、越族のゲリラ攻撃を受け、主将の屠睢をはじめ1万人が殺されるという壊滅的な敗北を喫した。しかし始皇帝は南方進出を諦めず、百越を中国化する試みを続けていった。

## 南海進出
霊渠が建設されたことで、秦は南方への遠征軍に莫大な物資を供給できるようになった。この運河は、長江の支流である湘江上流部と、南海にそそぐ珠江の支流である西江を結ぶというものである。この建設事業は単なる軍事目的にとどまらず、秦を南シナ海を通じてインド洋まで至る海洋貿易網に接続させる狙いもあった。秦にとって南シナ海は、東南アジアやインド亜大陸、近東、そして地中海ローマ世界にまで至れる遠大な可能性をもつ海であった。また霊渠は、嶺南から捕虜を移送し、秦の領域を南へ押し広げる役割も担った。最終的に、秦軍はその圧倒的な兵力と組織力で、百越の諸族を破った。紀元前214年までに、広東、広西、北ベトナムが秦の支配下に入った。また秦軍は、広州周辺や福州、桂林といった周辺の沿岸地帯も押さえていった。これらの征服地に、秦は南海郡、桂林郡、象郡の三郡をおいた。各郡には中央から派遣された官吏や軍が駐留し、秦領となった沿岸地域は国際貿易の舞台となった。この頃の広東は、亜熱帯の気候のもとで開発が進んでいない森やジャングル、沼地が広がる地域であり、象やワニが生息していた。戦争を通した嶺南征服が完了すると、始皇帝は越の人々の中国化を推し進めた。中国北部から50万人の人々が嶺南に移住させられ、ここを植民地化した。このようにして始皇帝は中国の文化を華南に流入させ、土着の越の文化を排除し、百越が再独立を志さないようにした。また始皇帝は、従来の越の筆記法を廃止して秦の筆記法と言語を嶺南にも導入した。しかしこうした始皇帝の施策にもかかわらず、まもなく秦が凋落した隙に、百越は独立を回復した。

## 南越国の独立
秦が崩壊すると、その将軍だった趙佗が広東を制圧して自立し、その勢力を紅河まで広げた。この川は、秦が海洋貿易の要として獲得しようとしていた重要な戦略目標だった。紀元前208年、趙佗は甌雒の首都古螺に迫り、君主の蜀泮を殺して甌雒を滅ぼした。趙佗は旧甌雒領を交趾郡と九真郡に分割した。秦を農民反乱が揺るがすようになると、彼は秦の圧政に苦しんできた農民たちを率いて決起し、秦に対抗した。秦が覆ったのち、楚漢戦争を勝ち抜いた漢が中国を支配するようになった時、すでに華南は再自立を果たしていた。現代では「中国」の範囲に含まれる華南と北ベトナムの地は、当時の中原からは多くの異民族が住む蛮地であるとみなされていた。趙佗は広西に領土を広げ、数十万人もの漢からの移民を受け入れた。そして203年、趙佗は南越国の武王を称して名実ともに中国から独立した。彼は旧南海郡の番禺に首都を置き、南越国を7つの領域に区分し、漢人と越の地元領主の双方に治めさせた。最盛期には、南越国は史上の越人の国家で最大規模となり、趙佗は皇帝を名乗って周辺諸国を従属させるに至った。しかし紀元前111年、南越は漢の武帝に征服された（漢の南越国征服）。